# Clichy-sous-Bois
Clichy-sous-Bois ist eine 15 Kilometer östlich von Paris gelegene französische Gemeinde mit 29.551 Einwohnern (Stand 1. Januar 2022). Die Einwohner werden Clichois genannt. Die Stadt gehört zur Pariser Banlieue. 
Der 98 Meter über dem Meeresspiegel gelegene Ort befindet sich im Département Seine-Saint-Denis und im Arrondissement Le Raincy. In der Stadt nahmen im Oktober 2005, nach dem Unfalltod zweier Jugendlicher, Unruhen ihren Ausgang, die in der Folge viele Teile Frankreichs erfassten. Im Jahr 2019 war Clichy die Gemeinde Frankreichs mit der dritthöchsten Armutsquote im europäischen Frankreich. 42 Prozent der Bevölkerung lebten unterhalb der Armutsgrenze (Durchschnitt Frankreich: 19 Prozent).
Die Stadt ist nicht zu verwechseln mit der nordwestlichen Pariser Vorstadt Clichy.
Bürgermeister ist seit 2023 Olivier Klein.

## Wappen
Wappenbeschreibung: In Grün und Silber gespalten mit einem Fünfblatt in verwechselten Farben unter einem roten Schildhaupt. Darin zwei silberne mit einem Blatt belaubte Weintrauben zu den Seiten eines silbergerahmten durchbrochenen lateinischen Kreuzes.

## Sehenswürdigkeiten
- Rathaus, im 18. Jahrhundert als Schloss erbaut (Monument historique)

## Verkehr
Clichy-sous-Bois liegt an der Linie 4 der Pariser Straßenbahn und soll ein Halt der geplanten Linie 16 des Grand Paris Express werden.

## Söhne und Töchter
- Roberto Alagna (* 1963), französischer Opernsänger (Tenor) italienischer Herkunft
- Doc Gynéco (* 1974), französischer Sänger